# Matthäus Heinrich Vetten

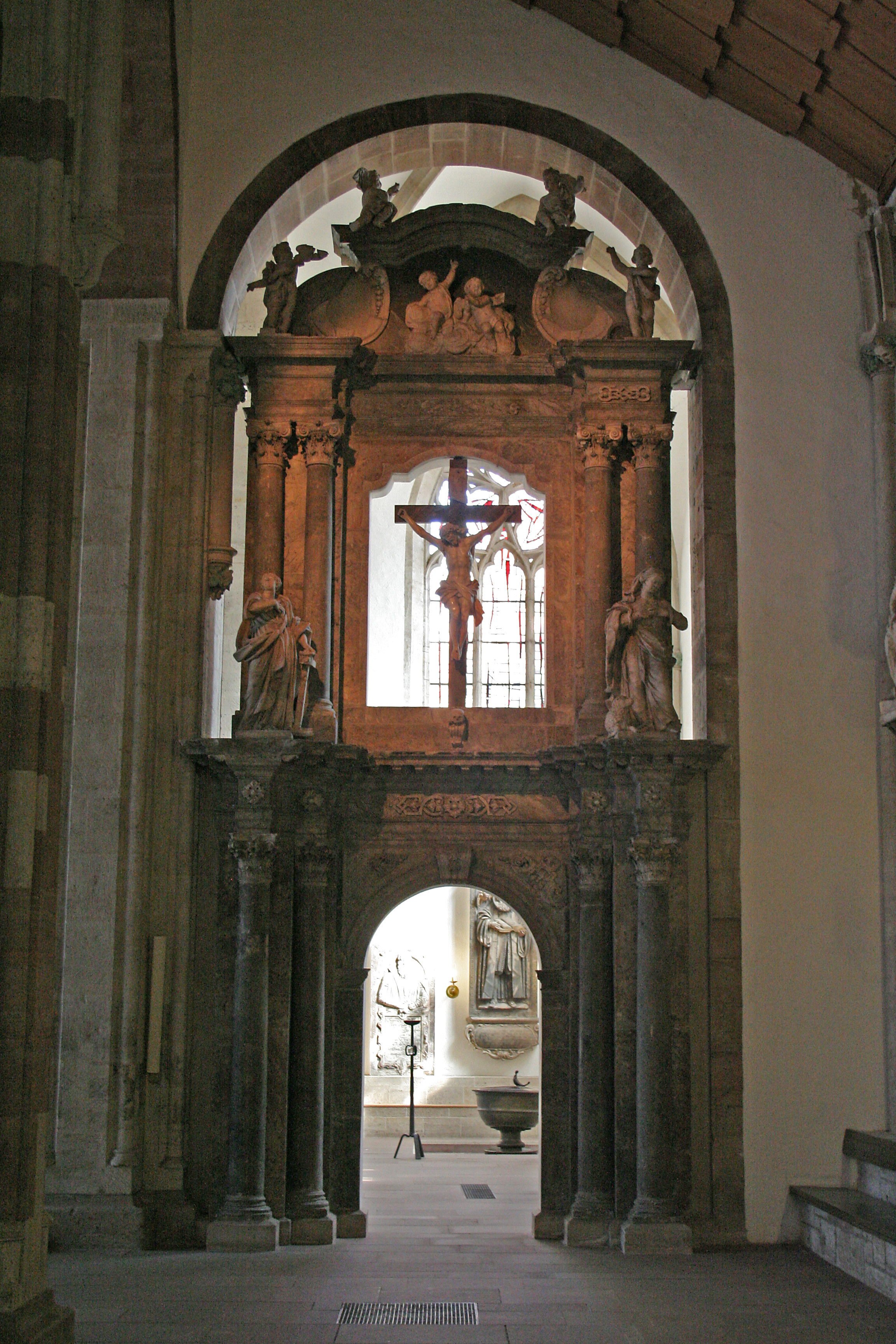
Hochaltar in der Magnikirche von Jenner und Vetten

Matthäus Heinrich Vetten (* in Braunschweig vermutlich; † unbekannt) war ein deutscher Bildhauer und Bildschnitzer des Barock in Braunschweig.

## Leben
Von Vetten ist bekannt, dass er in der Braunschweiger Werkstatt des bedeutenden Bildhauers Anton Detlev Jenner als Geselle arbeitete. Nach dem Tode Jenners am 26. Juni 1732 führte er den Betrieb und die Arbeit am Hochaltar der Magnikirche weiter und heiratete am 11. November 1732 die Witwe Jenners. Das geschah so schnell, dass das Herzogliche Konsistorium um seine Genehmigung gebeten werden musste. Aus der Ehe ging neben einer Tochter ein Sohn Anton Georg hervor, der im Jahr 1752 ohne Geldleistung der Familie beigesetzt werden musste, weil der zur Zahlung verpflichtete Vater entweder die Stadt oder die Familie verlassen hatte. Möglicherweise war Vetten im Jahr 1745 in Konkurs gegangen, denn ein „Matheus Heinrich Vetten“ wird im Oktober 1745 im Zusammenhang mit Konkursprozessen in den Braunschweigischen Anzeigen erwähnt. Seine Frau verstarb 1771.

## Werke
Am Hochaltar der Magnikirche in Braunschweig lässt sich nachträglich nicht feststellen, welche Werke von Jenner und welche von Vetten stammen. Es wird anhand der Verteilung der erfolgten Geldzahlungen angenommen, dass mehr als die Hälfte der Bildwerke von Vetten erstellt worden sind. Zwei weitere Arbeiten Vettens sind bezeugt: Das Grabmal des braunschweigischen Herzogs Ludwig Rudolf († 1. März 1735) und seiner Gemahlin Christine Luise († 12. November 1747), das ursprünglich im Braunschweiger Dom stand, und ferner die auf den Sarkophagen ausgeführten Gekreuzigten auf den Zinnsärgen des Herzogpaares. Das zweite Werk ist der Hochaltar der Klosterkirche Riddagshausen. Das aus Holz geschnitzte Werk ist zweigeschossig, mit zwei verschieden hohen Geschossen mit korinthischen Säulen. Im unteren Geschoss befindet sich das Relief des Abendmahls und im oberen der Gekreuzigte zwischen Maria und Johannes. Auf dem Gebälk ruhen je Geschoss zwei Evangelisten. Die Evangelisten sind das gelungenste Werk von Vetten, ansonsten kann sich Vettens Leistung nicht mit der Jenners messen.